# 요코카와 아사히
요코카와 아사히(일본어: 横川 旦陽, 2002년 5월 26일~)는 일본의 축구 선수이다.

## 구단 경력
2021년 J3리그의 가이나레 돗토리에 입단하였다. 2022년 J1리그의 도쿄 무사시노 유나이티드 FC로 이적했다. 2023년 알비렉스 니가타 싱가포르로 이적했다.

## 국가대표팀 경력
그는 2019년 FIFA U-17 월드컵에 참가할 일본 U-17 국가대표팀에 발탁되었다.